# 德贾河
1°55′10″N 15°44′46″E / 1.91944°N 15.74611°E

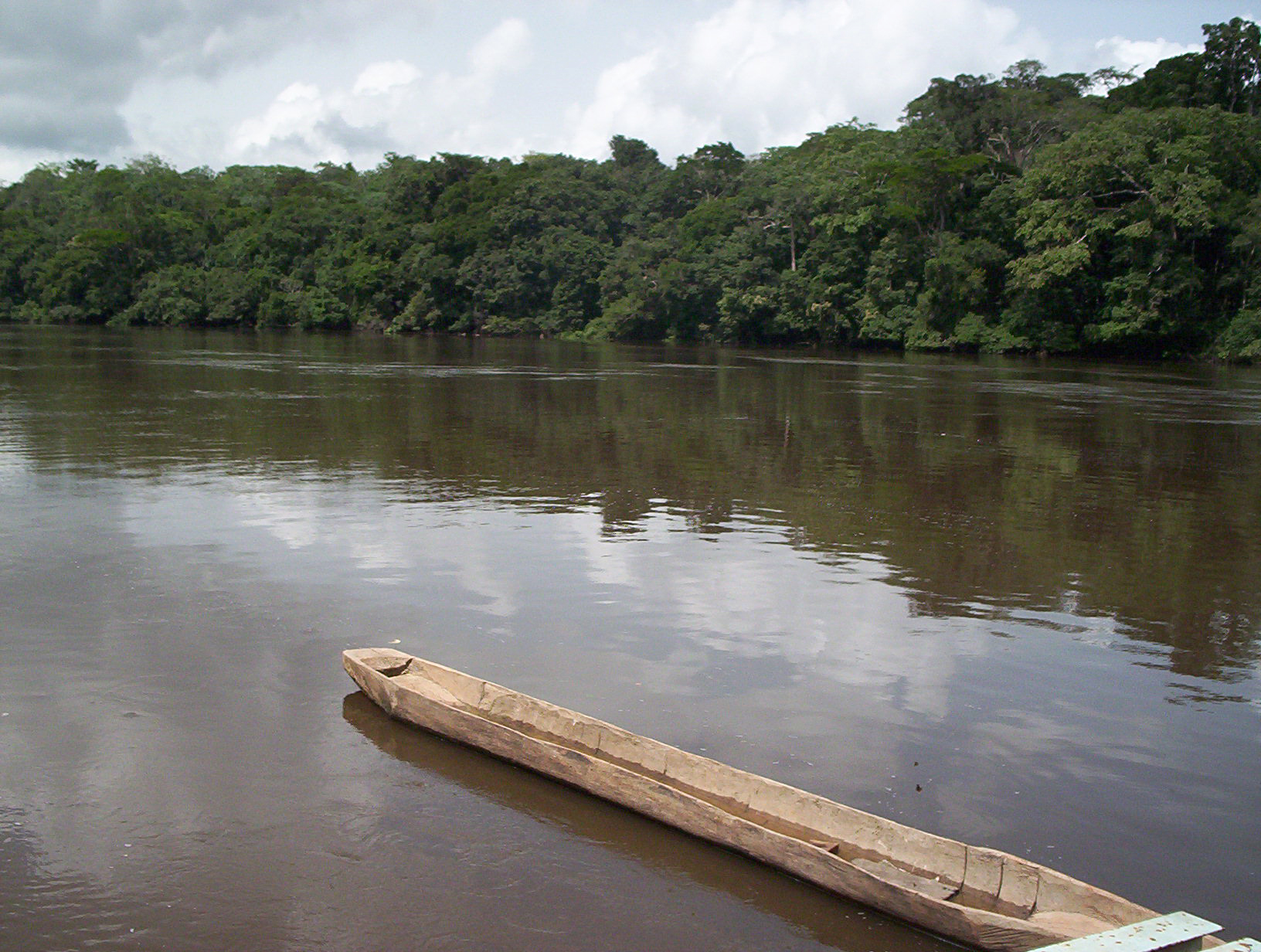
德贾河

德贾河（Dja），又称恩戈科河（Ngoko River），是流经非洲中西部的的一条小河，也作为刚果共和国和喀麦隆的国界线。全长约720 km。
河流经过的德贾动物保护区是联合国教科文组织的一处世界遗产。每年，当地偷猎者沿着河流前往另一国家公园捕杀大象，获得象牙。